# Ms. Olympia
Ms. Olympia (Miss Olympia) é o título dado à vencedora da competição internacional de fisiculturismo criada por Joe Weider, que é realizada anualmente pela Federação Internacional de Bodybuilders (IFBB). O primeiro concurso teve lugar em 1980, e desde 2000 tem sido realizado simultaneamente ao Mr. Olympia.
Sendo a maior competição Feminina que representa o esporte, predomina análises subjetivas que por intermédio de novas intervenções científicas, vem sendo proposto análise quantitativas . No concurso de 2000 introduziu-se as diferentes categorias de peso. Não houve uma vencedora geral em 2000, mas a partir de 2001, um posedown entre os duas vencedoras de suas classes decidiu o título geral. Em 2005, o concurso voltou para o formato de categoria aberta. As maiores vencedoras de todos os tempos são: Iris Kyle (dez), Lenda Murray (oito), Cory Everson (seis) e Kim Chizevsky (quatro) . 

## Vencedoras
| Ano  | Overall           | Lightweight         | Heavyweight       | Venue                           |
| ---- | ----------------- | ------------------- | ----------------- | ------------------------------- |
| 1980 | Rachel McLish     |                     |                   | Filadélfia, U.S.                |
| 1981 | Kike Elomaa       |                     |                   | Filadélfia, U.S.                |
| 1982 | Rachel McLish     |                     |                   | Atlantic City, New Jersey, U.S. |
| 1983 | Carla Dunlap      |                     |                   | Warminster, Pensilvania, U.S.   |
| 1984 | Cory Everson      |                     |                   | Montreal, Canada                |
| 1985 | Cory Everson      |                     |                   | New York, U.S.                  |
| 1986 | Cory Everson      |                     |                   | New York, U.S.                  |
| 1987 | Cory Everson      |                     |                   | New York, U.S.                  |
| 1988 | Cory Everson      |                     |                   | New York, U.S.                  |
| 1989 | Cory Everson      |                     |                   | New York, U.S.                  |
| 1990 | Lenda Murray      |                     |                   | New York, U.S.                  |
| 1991 | Lenda Murray      |                     |                   | Los Angeles, U.S.               |
| 1992 | Lenda Murray      |                     |                   | Chicago, U.S.                   |
| 1993 | Lenda Murray      |                     |                   | New York, U.S.                  |
| 1994 | Lenda Murray      |                     |                   | Atlanta, U.S.                   |
| 1995 | Lenda Murray      |                     |                   | Atlanta, U.S.                   |
| 1996 | Kim Chizevsky     |                     |                   | Chicago, U.S.                   |
| 1997 | Kim Chizevsky     |                     |                   | New York, U.S.                  |
| 1998 | Kim Chizevsky     |                     |                   | Praga, República Checa          |
| 1999 | Kim Chizevsky     |                     |                   | Secaucus, New Jersey, U.S.      |
| 2000 | – None –          | Andrulla Blanchette | Valentina Chepiga | Las Vegas, U.S.                 |
| 2001 | Juliette Bergmann | Juliette Bergmann   | Iris Kyle         | Las Vegas, U.S.                 |
| 2002 | Lenda Murray      | Juliette Bergmann   | Lenda Murray      | Las Vegas, U.S.                 |
| 2003 | Lenda Murray      | Juliette Bergmann   | Lenda Murray      | Las Vegas, U.S.                 |
| 2004 | Iris Kyle         | Dayana Cadeau       | Iris Kyle         | Las Vegas, U.S.                 |
| 2005 | Yaxeni Oriquen    |                     |                   | Las Vegas, U.S.                 |
| 2006 | Iris Kyle         |                     |                   | Las Vegas, U.S.                 |
| 2007 | Iris Kyle         |                     |                   | Las Vegas, U.S.                 |
| 2008 | Iris Kyle         |                     |                   | Las Vegas, U.S.                 |
| 2009 | Iris Kyle         |                     |                   | Las Vegas, U.S.                 |
| 2010 | Iris Kyle         |                     |                   | Las Vegas, U.S.                 |
| 2011 | Iris Kyle         |                     |                   | Las Vegas, U.S.                 |
| 2012 | Iris Kyle         |                     |                   | Las Vegas, U.S.                 |
| 2013 | Iris Kyle         |                     |                   | Las Vegas, U.S.                 |
| 2014 | Iris Kyle         |                     |                   | Las Vegas, U.S.                 |